# Schubert Gambetta
Artikeln följer den spanska namnseden; faderns efternamn är Gambetta och moderns efternamn Saint Léon.
Schúbert Gambetta Saint Léon, född 14 april 1920 i Montevideo, död 9 augusti 1991 i Montevideo, var en uruguayansk fotbollsspelare. Han är mest känd för sitt deltagande av Maracanazo (sista matchen vid VM 1950).